# Pygostylia
De Pygostylia zijn een groep vogels.
De naam werd voor het eerst in 1997 gegeven door Chatterjee in zijn boek The Rise of Birds. Hij gaf geen exacte definitie maar impliciet bedeoelde hij er de klade vogels mee die gedefinieerd werd door de apomorfie (nieuwe eigenschap) van het bezitten van een os pygostyle, een totale vergroeiing van alle staartwervels.
In 2001 gaf Chiappe wel een exacte definitie: de groep bestaande uit de laatste gemeenschappelijke voorouder van de Confuciusornithidae en de Neornithes en al zijn afstammelingen. In deze definitie is het dus mogelijk voor een soort tot de Pygostylia te behoren en toch geen voorouder met een os pygostyle te hebben. De klade is een vrij vroege afsplitsing en alle moderne vogels behoren ertoe.